# Warren (Illinois)
Warren – wieś w Stanach Zjednoczonych, w stanie Illinois, w hrabstwie Jo Daviess.